# Serica erectosetosa
Serica erectosetosa är en skalbaggsart som beskrevs av Ahrens 1999. Serica erectosetosa ingår i släktet Serica och familjen Melolonthidae. Inga underarter finns listade i Catalogue of Life.